# 得伊福玻斯
得伊福玻斯是希腊神话特洛伊戰爭中的人物。他是特洛伊國王普里阿摩斯的68個兒子之一，帕里斯和赫克托尔的兄弟。
相傳阿基里斯愛上波呂克塞娜後，得伊福玻斯與帕里斯用計將他引誘至阿波羅神殿，在那裡他們放箭射中阿基里斯唯一的弱點－腳跟，將他殺死。在帕里斯死后，他得到了海伦。特洛伊沦陷时，被希腊联军所杀。